# كأس الرابطة الفرنسية 2018–19
كأس الرابطة الفرنسية 2018–19 (بالفرنسية: Coupe de la Ligue française de football 2018-2019)‏ هو الموسم 25 من  كأس الرابطة الفرنسية. أقيم خلال الفترة 14 أغسطس 2018 وحتى 30 مارس 2019، وكان عدد الأندية المشاركة فيه  44، وفاز فيه نادي ستراسبورغ.